# Dash Kappei
Dash Kappei (ダッシュ勝平 Dashu Kappei?, lit. Espabila, Kappei), conocida en España como Chicho Terremoto y en Hispanoamérica como Gigi el chico terremoto, es una serie cómica de manga deportivo escrita e ilustrada por Noboru Rokuda entre 1979 y 1982. Fue publicada en la revista Weekly Shōnen Sunday, sumando un total de 158 capítulos, recopilados en diecisiete tankōbon y posteriormente en nueve wide-ban. 
En 1981, Tatsunoko Production adaptó el manga a una serie de anime de 65 episodios, dirigida principalmente por Masayuki Hayashi. Se emitió en Japón a través de Fuji TV los domingos a las 18.00 h, desde el 4 de octubre de 1981 hasta el 26 de diciembre de 1982.
Su estreno en España tuvo lugar el 30 de julio de 1991, dentro del espacio La merienda, de Antena 3, canal en el que se ha repuesto en multitud de ocasiones durante los años 90. Más tarde, en 2007, se volvió a emitir en Nickelodeon, y fue distribuida en DVD por Selecta Visión. 
La serie gozó de mucho éxito, debido en parte, a su doblaje. Se incluyeron expresiones y dichos típicamente españoles de la época, lo que hizo que conectase más con la audiencia. La frase recurrente del protagonista, “¡Tres puntos colega!“, creada por su traductor, Xosé Castro, se volvió muy popular.Su doblaje al español de América se encuentra perdido.

## Argumento
Kappei Sakamoto (Chicho “Terremoto” López) es un estudiante de secundaria con unas habilidades atléticas asombrosas que se une al equipo de baloncesto del Instituto Seirin (Los Búfalos) y rápidamente se convierte en uno de los jugadores más habilidosos. Kappei tiene una desventaja inusual para un jugador de baloncesto: su estatura; ya que es muy reducida. Su debilidad es la ropa interior femenina; tiene un interés particular por las braguitas de color blanco, y se entusiasma aún más por unirse al equipo cuando descubre que la entrenadora Natsu (Eva), lleva ropa interior blanca (aunque sus ingeniosos intentos por echar un vistazo suelen acabar en una paliza física por parte de la temperamental entrenadora). Con el tiempo, la destreza atlética de Kappei se extiende más allá del baloncesto, y prueba -y destaca- en todos los deportes que ofrece la escuela. 
Al principio de la historia, Kappei conoce y se enamora de Akane Aki (Rosa Díaz/García), una chica dulce y guapa interesada en los deportes (más tarde se une al equipo de tenis de mesa de la escuela), quien ficha como ayudante de la entrenadora Natsu. Para deleite de Kappei, Akane no sólo es guapa, sino que también lleva ropa interior blanca, por lo que se propone conquistar su corazón. Kappei se muda a vivir con Akane y su familia después de que sus padres (que no suelen estar) se marchen a Estados Unidos. Sin embargo, Kappei tiene un rival inusual por el corazón de Akane: su perro mascota, Seiichirō (Bobby), que a menudo fantasea con casarse con su dueña y, resentido con Kappei, intenta sabotear su relación mediante diversos trucos. Seiichirō también puede hablar, aunque sólo Kappei puede entenderle.

## Media

### Manga
Cuando la serialización de Dash Kappei dio comienzo en la revista Weekly Shōnen Sunday (donde se publicó desde el nº48 de 1979 hasta el nº48 de 1982), Rokuda contaba con 27 años. El joven autor, natural de la ciudad de Yao, en la Prefectura de Osaka, había llegado a Tokio siete años antes haciendo autostop con la idea de convertirse en mangaka. En 1978 había ganado el Premio Shōgakukan otorgado a nuevos creadores por su obra Saigo Test. Rokuda, que hasta entonces había realizado mangas más oscuros, se vio obligado a cambiar de estilo cuando su editor en Shōgakukan le dijo que se avecinaba un boom de comedias románticas y que no sobreviviría a menos que pudiera dibujar algo alegre. Le sugirió que probara con el baloncesto. El autor había intentado jugar a ese deporte en su juventud, no obstante, ha reconocido preferir el rugby, los coches y las motos.
En 1979 el baloncesto en Japón era un deporte minoritario que había conseguido algunos éxitos aislados en campeonatos asiáticos. De la misma manera que había ocurrido con el voleibol y los mangas de Chikako Urano (Attack Nº1) y antes con el béisbol (Kiojin no Hoshi) y otros deportes, la industria del manga tenía en el baloncesto una nueva oportunidad.
El estrés y la ferocidad de la planificación que supone una serie mensual provocó que Rokuda perdiera cabello y ganase peso. Dibujaba la serie en la habitación de un pequeño apartamento a las afueras de Tokio. Cuando metió tres mesas de trabajo para sus ayudantes, se vio obligado a trabajar en el hueco de un armario empotrado.
Junto con un humor alocado y unas tramas y situaciones imposibles, Noboru Rokuda, que no tuvo unos inicios fáciles como dibujante, quiso dotar a Kappei Sakamoto, el protagonista de Dash Kappei, de un espíritu de superación excepcional y demostrar que nunca se desanimaba ni rendía, características siempre presentes desde ese momento en los mangas del autor. 
La primera edición del manga en España se produjo entre marzo de 2007 y octubre de 2008, a cargo de la extinta Banzai Comics. La obra fue recopilada en 6 tomos con páginas en blanco y negro en formato B6 (18 x 13 cm) rústica (tapa blanda) con sobrecubierta. La traducción corrió a cargo del Grupo Otoso y esta se basó en la adaptación previa del anime, con los nombres, chistes y referencias españolizadas. En esta edición no se incluyeron los capítulos especiales protagonizados por Joe Cocker, un americano elegante y bohemio.En estas historias se parodiaban géneros propios del cine de la época, con un estilo diferente al de la trama principal. Estos capítulos fueron publicados originalmente en Japón entre los números extra de la Weekly Shōnen Sunday de noviembre de 1981 y mayo de 1982. Fueron incluidos en el último tankōbon (y posteriormente wide-ban) de la edición original.
La segunda edición fue llevada a cabo por Kimmo Editorial, desde abril de 2022 hasta octubre de 2024. Se publicó la obra completa (incluyendo los capítulos especiales), en 10 tomos con páginas en blanco y negro, además de otras a color, en formato A5 (21 x 15 cm) rústica (tapa blanda) con sobrecubierta. En esta ocasión fueron Carlos Mingo e Irene Tellería quienes firmaron la traducción. En esta versión se optó por mantener los nombres originales y explicar las bromas y referencias japonesas con notas a pie de página. Así mismo, la frase recurrente de Kappei “¡Tres puntos, colega!” fue adaptada como “¡Puntazo!”. Esto se debe a que en el original no hay ninguna referencia a la frase y cuando salió la publicación todavía no se había instaurado el lanzamiento de tres puntos en el baloncesto FIBA. En esta edición se incluyó el siguiente contenido extra: una bolsa-mochila con el logo de la editorial, una pelota antiestrés con el logo de la serie y una chapa de Dash Kappei (primer volumen, solo a través de las reservas en la web), un artículo sobre el anime (cuarto volumen) y una postal dedicada de Noboru Rokuda (sexto volumen).

### Anime
El éxito del manga trajo la adaptación al anime y el reconocimiento mundial de su autor.Al estudio Tatsunoko se le encargó su realización para la cadena Fuji TV. La productora lleva haciendo animación desde los años 60, con títulos como Speed Racer, La Batalla de los Planetas, Macross o Evangelion. Los encargados de la producción, dirección y guion fueron Seitarô Hara, Masyuki Hayashi y Shigeru Yanagawa. La banda sonora fue compuesta por Koba Hayashi, mientras que Kiki interpretó los temas de apertura y cierre, "Mitai mono mitai" y "Seishun dash" respectivamente, con letra de Akira Ito y arreglos de Ryo Kawakami.
La responsable de dar voz a Kappei fue Mayumi Tanaka, que curiosamente también prestaría su voz a otro protagonista disparatado de apetito insaciable, Luffy de One Piece, y a otro "tapón" igual de pervertido en sus orígenes, Krilín de Dragon Ball. Completan el reparto original Mizuho Tsushima, una actriz que se prodigó poco en el doblaje de anime, como Akane y el irrepetible Tōru Ōhira, voz de Darth Vader y Homer Simpson en Japón, como Seiichirō.
Como el manga seguía publicándose, existían algunas diferencias con la trama. Una de ellas fue adelantar la presentación del perro Seiichirō (Bobby en España), que aparecía regularmente con un cartel explicando las reglas del juego. Estos pasajes fueron introducidos debido a que el baloncesto en Japón no era muy conocido en los años 80 y los espectadores necesitaban más de un apunte para seguir las tramas. También se presentaron otros deportes inéditos en el manga como el sumo, el golf o el hockey. 
Así mismo, se parodiaron otros mangas y animes coetáneos, como La Rosa de Versalles, Capitán Harlock o Tiger Mask, así como éxitos del cine como Tiburón, La Guerra de las Galaxias, Blade Runner o Superman: The Movie. También había referencias a noticias de actualidad, como la retirada del béisbol de Shigeo Nagashima. 
Dash Kappei se emitió en Japón del 4 de octubre de 1981 hasta el 26 de diciembre de 1982 en Fuji TV. Los 65 episodios se transmitieron todos los domingos de 18:00 a 18:30 h. consiguiendo sorprendentes cuotas de audiencia, de entre el 15% y el 20%, convirtiéndose en uno de los mayores éxitos del anime en su época. Éxito que replicó en otros países como Corea, Rusia o Polonia.
La serie llegó a España en 1991 a través de la distribuidora I T B International TV Broadcasting. Provenía de Italia (donde se había estrenado en 1986 bajo el título "Gigi La Trottola") con modificaciones del guion original, algo habitual en aquella época, tal y como pasó con otros animes como Bésame Licia, Oliver y Benji o Cazador. Kappei Sakamoto pasó a ser Gigi Sullivan, Akane se convirtió en Ana y el inefable Seiichirō fue rebautizado como Salomone. Cuando Antena 3 adquirió la serie decidió enviársela a los Estudios Cartagena, situados en Madrid, para que realizara su correspondiente doblaje. Este fue dirigido por Angelina Gatell (quién también realizó el ajuste) y Ángel Sacristán.
Para el traductor español, Xosé Castro, supuso su primer gran reto en el campo de la traducción audiovisual y a lo que animación se refiere.En cuanto Xosé recibió los primeros episodios llamó a la cadena de televisión para advertirles de que la serie no era apta para ser emitida en horario infantil. Entre los motivos destacaban la obsesión del protagonista por la ropa interior femenina, el lenguaje ofensivo y un trato discriminatorio hacia la mujer. Esto hizo que el proyecto se paralizase hasta que meses después se produjeron cambios en la directiva de Antena 3 y decidiesen finalmente incluirla en su programación. Xosé aceptó de nuevo el encargo, pero con la condición de que le diesen carta blanca en la adaptación. La cadena no solo aceptó, sino que expresó su interés en que así fuera. 
Entre los cambios que se introdujeron respecto a la versión original destacó la localización de los nombres de los personajes. Xosé los bautizó en función de lo que le inspiraban o si le recordaban físicamente a alguien que conociese. Así fue como tomó prestado el nombre de su amigo Javier, de un cura llamado Toribio o de su primera novia, Rosa. Así mismo, se afirmaba que la acción ocurría en España, que el protagonista provenía de Tarragona (aunque el cambio de los lugares originales a otros españoles se le atribuye al director de doblaje, Ángel Sacristán)y la moneda empleada no era el yen, sino la peseta.
Esta localización e inclusión de referencias y morcillas españolas en doblajes tuvo su época de apogeo durante los años 90, destacando títulos como las series de imagen real Cosas de casa, El príncipe de Bel-Air o Sabrina, cosas de brujas.
Respecto al material que recibía Xosé para traducir, según sus propias palabras «La imagen estaba en japonés y el guion, en inglés de Osaka. Algunos capítulos llegaron en italiano y ahí me di cuenta de que, en Italia, no lo tradujeron: lo reinventaron». Como apunte, en los guiones transcritos al inglés de Dash Kappei, el gesto con los tres dedos que hacía Kappei venía traducido como "That's Right!". El traductor español supo ver en ese gesto algo más que un simple "Bien" o "Vale", y así creó una frase, que, acompañada siempre por el mismo gesto, se repetía durante toda la serie. En la época, era muy común escuchar a los más jóvenes imitar a Chicho Terremoto utilizando la susodicha frase. Por contextualizar un poco más, a principios de los 90 se traducían materiales japoneses usando una lengua puente (inglés) porque no había apenas traductores del japonés.
Por otra parte, durante las primeras emisiones, la canción de cabecera era una versión traducida de la italiana (compuesta y musicalizada por Riccardo Zara), interpretada por la cantante Sol Pilas. A partir del episodio 27, y en sucesivas reposiciones, se utilizó el que se convertiría en el tema más conocido de la serie: Chicho es un canijo. Al grupo Lola Lola se le encargó su creación, así como la del tema de cierre, Chicho sueña con volar, completamente diferentes a la música original japonesa. A la hora de componer los temas, sus hijos, niños en aquella época, también colaboraron, tanto en la letra como en la grabación de los coros. En los créditos consta que fue compuesta por Julián Brenan, con letra de Mercedes Álvarez Sierra.
En cuanto al elenco de voces, Eloísa Mateos sería la elegida para dar voz al pequeño protagonista. La actriz y locutora tenía una gran habilidad para las voces infantiles, siendo muy recordada su interpretación de Junior, el protagonista de Este chico es un demonio. Eloísa llegó a afirmar que «Chicho era un niño malo», tal vez sorprendida de los diálogos que tenía que decir. Como curiosidad mencionar que su segundo apellido, López, coincide con el de Chicho.A Pilar Santigosa le correspondió la voz de Rosita y Carlos Ysbert, segunda voz de Homer Simpson, le puso voz a Okazaki (el profesor Povedilla).
A partir del episodio 27 hubo más de un cambio en algunas de las voces de los protagonistas. Es posible que pasara un tiempo entre una tanda y otra. Los títulos de los episodios e insertos pasaron a ser narrados por Ángel Sacristán, que hasta entonces no había aparecido en la serie y quien también heredaría la labor de dirección, quizás sustituyendo a Angelina Gatell.
Durante la primera tanda de episodios, en gran parte se mantuvo el texto original de los guiones en inglés que proporcionó la distribuidora y que tradujo Xosé Castro, no obstante, bajo la batuta de Ángel Sacristán casi con toda seguridad se empezó a trabajar desde la traducción italiana de la serie, ya que se mantuvieron nombres, diálogos y otras invenciones de aquel país. Incluso algunos secundarios que habían salido antes con otros nombres españoles pasaron a tener nombres españoles nuevos (así como nuevas voces), hubo censura en diálogos sobre términos que se venían utilizando ampliamente en la primera parte de la serie como menciones a la afición de Chicho por las braguitas blancas y, sobre todo, la cantidad de morcillas en la traducción se incrementó considerablemente.
La serie fue un éxito de audiencia para Antena 3, motivo por el cual esta se repuso en diferentes franjas horarias y programas contenedores (como Megatrix) a lo largo de más de una década. La cadena incluso llegó a producir y emitir Chicho Terremoto, la película, un compilado de los primeros episodios.Durante su primera emisión la serie fue transmitida de forma íntegra, no obstante, tras las quejas de diferentes AMPAs, en posteriores emisiones, se llegaron a suprimir capítulos, alterando su orden y generando incongruencias en la trama a ojos del espectador. 
Curiosamente el mayor conflicto que tuvo Antena 3 respecto al contenido de la serie se dio en el episodio 24, en el que se puede ver a Jesucristo jugando al baloncesto. Esto podía interpretarse como una manera frívola de representar a una figura religiosa y herir sensibilidades, no obstante, no se aplicó ningún tipo de censura y el episodio fue emitido sin problema.

### Mercadotecnia
En Japón se lanzaron diferentes productos relacionados con la serie: 
Parte de la banda sonora del anime en formato vinilo, incluyendo los temas de apertura y cierre, así como algunos temas instrumentales de ambiente. La banda sonora completa nunca ha sido publicada de manera oficial. Como curiosidad, algunas pistas de Dash Kappei también se reciclaron para otros animes como Érase una vez... el hombre. 
A día de hoy, existen cuatro álbumes, todos publicados en 1981: 
- Dash Kappei (ダッシュ勝平) CK-628 & CH-221 (Mismo álbum, ambos vinilos, el segundo es una reedición), contienen los sencillos de los temas de apertura y cierre. 
- Dash Kappei Best Hit Song Collection (ダッシュ勝平 ベストヒット曲集) CZ-7156 & CPY-944 (Mismo álbum, el segundo es una reedición y también está en casete), un LP que contiene 12 temas vocales de la música de fondo de la serie. Viene acompañado de un artbook.
- TV Manga Action Hero & Action Series Dash Kappei/Ojamanga Yamada-kun (テレビまんがヒーローアクション&アクションシリーズ ダッシュ勝平/おじゃまんが山田くん) CE-3043 (vinilo), un recopilatorio en el que se incluyen los temas de apertura y cierre junto a otras sintonías de series de Tatsunoko Production.
- TV Manga Action Deluxe Ninja Hattori-kun/Dash Kappei (テレビまんがアクション・デラックス 忍者ハットリくん/ダッシュ勝平) CZ-7163 (vinilo), otro recopilatorio similar al anterior.
El compositor de la banda sonora, Koba Hayashi, fue muy conocido en el mundo de los jingles comerciales japoneses, así como por componer los temas de las primeras producciones de Tatsunoko. De hecho, existen al menos dos álbumes oficiales que contienen temas de Dash Kappei:
- (2007) Muteking Original Soundtrack (とんでも戦士ムテキング オリジナル・サウンドトラック) BSCH-30072 (CD), recopilatorio compuesto por Koba Hayashi que recicla al menos una docena de temas que aparecieron en Dash Kappei. 
· (1978-2001) Il était une fois... L'HOMME Bande Originale Du Dessin Animé PL 37611 & LR-677003 (mismo álbum, el primero es un vinilo y el segundo es una remasterización en CD), recopilatorio compuesto por Yasuo Sugiyama, publicado en Francia. Los temas «A l'affût!» y «Danger!» de este álbum aparecen en Dash Kappei.
A pesar de que no existe una confirmación oficial, lo más probable es que Yasuo Sugiyama (el compositor acreditado en el último álbum) sea un alias de Koba Hayashi, ya que no hay ningún registro de Sugiyama y la banda sonora es muy similar al estilo de Hayashi. Érase una vez... el hombre fue una coproducción franco-japonesa producida por Tatsunoko.
A inicios de los años 80, Bandai publicó un Game & Watch inspirado en Dash Kappei donde el jugador debía encestar el mayor número posible de canastas controlando al propio Kappei.
En 1982 también se lanzaron sobres sorpresa con figuras de los personajes en diferentes colores, muy similares a los muñecogomas de Dragon Ball que Matutano lanzó en España en los años 90. Había diseños de Kappei, Akane, Seiichirō, Tachibana, Kyōshiro, Ushiyama o la entrenadora Natsu, entre otros.
En la misma época también aparecieron mantelería y rompecabezas con diseños de los personajes.
Entre 2017 y 2018, celebrando el 35º aniversario del anime, TCEntertainment distribuyó la serie completa en Blu-ray, en dos estuches de dos discos cada uno. Los episodios se remasterizaron en alta definición y se incluyeron extras como tráileres y la cabecera y el cierre sin créditos.
Recientemente, la empresa Jungle realizó una figura en PVC de Kappei de 30 cm, con cabeza intercambiable, dentro de la colección Jungle Fantasy Collection.
En el caso de España, los productos que se lanzaron de Chicho Terremoto en su época fueron, en su mayoría, escasos y de dudosa procedencia:
A principios de los años 90, Ediciones Este sacó una colección de 90 cromos, bajo licencia de Royal Pictures Company, similar a otras colecciones inspiradas en otras series como Bola de Dan, Dr. Slump, Dragon Ball o Ranma 1/2, con dibujos realizados por ilustradores patrios. Así mismo, la editorial Panini también sacó su propia colección, con imágenes oficiales, pero con una tirada limitada.
En 1993 se publicaron unos VHS con episodios de la serie para su distribución en los quioscos, a cargo de Divex S.L. Dicha edición contó con diez volúmenes, a un episodio por cinta.
En 1996 y 1997, Ediciones Musicales Horus S.A. lanzó el casete Éxitos Megatrix y el CD El Mega Disco respectivamente, que incluían versiones de sintonías de series animadas que se emitían en Megatrix. Además de Chicho Terremoto, también contaba con canciones de títulos como Los Bobobobs, Campeones, Thundercats, La Máscara, Hombre Araña o Los 4 fantásticos, además de canciones originales como "El Club Megatrix", "Feliz, cumpleaños feliz", "A desayunar", "Máximo Esdrújulo" o "Ser megasocio". En el caso de Chicho Terremoto se incluyó una versión extendida de Chicho es un canijo, con una duración de 2 min. y 38 segundos. Su intérprete aparece acreditada como Vicky León · D.R.A.
En 2007, coincidiendo con su emisión en Nickelodeon, la distribuidora Selecta Visión editó la serie completa en DVD, primero en ocho volúmenes de dos discos cada uno y posteriormente un recopilatorio en tres volúmenes, de tirada limitada. Así mismo, la serie estuvo disponible en video bajo demanda en la primeriza plataforma Vitanime.tv. 
La imagen de Chicho Terremoto también apareció (y aparece) en productos textiles como camisetas y sudaderas, además de pines, chapas y tazas.

## Personajes y doblaje
| Personaje                                  | Actor Original Japonés              | Doblaje España                                                          |
| ------------------------------------------ | ----------------------------------- | ----------------------------------------------------------------------- |
| Kappei Sakamoto / Chicho “Terremoto” López | Mayumi Tanaka                       | Eloísa Mateos                                                           |
| Akane Aki / Rosa Díaz (Rosa García)        | Mizuho Tsushima                     | Pilar Santigosa                                                         |
| Seiichirō / Bobby                          | Tōru Ōhira                          | Damián Velasco Miguel Ángel del Hoyo (sust.)                            |
| Kaori Natsu / Entrenadora Eva              | Kazue Komiya                        | Mar Sánchez Gatell                                                      |
| Kaoru Tachibana / Antonio                  | Kazuhiko Inoue                      | Iñaki Crespo                                                            |
| Kyōshiro Nemuri / Felipe                   | Kazuyuki Sogabe                     | Carlos Torrente                                                         |
| Ushiyama / Pedro                           | Yoshio Nagahori                     |                                                                         |
| Ishiyama / Jorge                           | Hideki Fukushi                      | Carlos Cárdenas (sust.)                                                 |
| Shōgo Shimada / Bruno                      | Shigeru Chiba                       |                                                                         |
| Hiroshi Daiba / Alan Tobías                | Akira Murayama                      | Ángel Sacristán Ángel Egido (sust.)                                     |
| Okuyama / Leoncio                          | Mie Azuma                           | Álex Saudinós                                                           |
| Okazaki / Profesor Povedilla               | Hiroshi Masaoka                     | Carlos Ysbert David Rocha (sust.)                                       |
| Padre de Akane / Sr. García                | Shunsuke Shima                      | Antonio Requena Miguel Zúñiga (sust.)                                   |
| Madre de Akane / Sra. García               | Keiko Tomokin                       |                                                                         |
| El director / Director Pulido              | Osamu Katō                          | Rafael Romero Marchent Pepe Yuste (sust.) José María Caffarel (sust. 2) |
| Umakama / Don Toribio "el Gorila"          | Masashi Amenomori                   | Miguel Zúñiga                                                           |
| Honda / Javier                             | Hirotaka Suzuoki                    | Ángel Sacristán                                                         |
| Serika / Susana                            | Kiyomi Kurakawa Eiko Yamada (sust.) | Blanca Rada                                                             |
| Kazuya Kuroki / Coco                       | Kaneto Shiozawa                     | Jorge Saudinós                                                          |
| Atsuko Okazaki / Pilar Povedilla           | Masashira Takashima                 | Yolanda Quesada                                                         |
| Norikazu / Chip                            | Issei Futamata                      | Miguel Ángel del Hoyo                                                   |
| Gōhara                                     | Yūsaku Yara                         |                                                                         |
| Joe Cocker / Frank                         | Kenji Utsumi                        | Carlos Ysbert Jesús Rodríguez “Rolo” (sust.)                            |

## Guía de episodios
Esta es la guía de los 65 episodios de la serie. Se presenta en negrita el título original traducido del japonés, en romaji, kanji, y por último el título del episodio según se emitió en España.